# Tillandsia xerographica
Tillandsia xerographica je vrsta bromeliada čija su prirodna staništa Meksiko, El Salvador, Gvatemala i Honduras.  Ime potiče od Grčkih reči ξηρός (xeros), što znači "suv", i γραφία (graphia), što znači "pisanje". Spada u Tillandsia subg. Tillandsia.

## Opis
Tillandsia  xerographica je spororastući, epifit. Listovi su joj srebrnasti, širi u korenu i sužavaju se ka vrhu, i stvaraju lepu rozetu nalik skulpturi, i šuškaju kao da su od papira kada se biljka prodrma. Može doseći do 1m u prečniku i preko jednog metra u visinu kada procveta. Cvast je na debeloj, zelenoj stabljici, od 15 do 40 cm visine, gde se gusto razgranjava. Priperak lista je nežno crvenkast; dok je cvetni priperak žućkasto zelene boje; a latice  frulastih cvetova idu od crvenih do ljubičastih, i traju mesecima. Koren joj je plitak, i služi isključivo da se biljka veže za stablo drveta, dok sve nutrijente skuplja kroz listove, iz kišnice.

## Stanište
Tillandsia  xerographica nastanjuje suve šume i suvo žbunje na visinama od 140 do 600 m u južnom Meksiku, Gvatemali i El Salvadoru. Prosečne temperature u ovom staništu 22°C – 28°C, i relativnom vlažnošću od 60% do 72% dok se godišnje padavine kreću od 550 do 800 mm. Raste epifitalno na najvišim granama, gde je izložena jakom suncu.

## Kultivari
- Tillandsia 'Betty' (T. xerographica × T. brachycaulos)
- Tillandsia 'Fireworks' (T. xerographica × T. roland-gosselinii)
- Tillandsia 'Silver Queen' (T. jalisco-monticola × T. xerographica)
- Tillandsia 'Silverado' (T. chiapensis × T. xerographica)

## Galerija
- U krošnji drveta
- U cvatu
- suspendovana u vazduhu, u tzv bestežinskoj bašti